# حكة شرجية
حكة شرجية (بالإنجليزية: Pruritus ani)‏ أو التهاب الشرج هو تهيج الجلد الخارج من المستقيم المعروف بفتحة الشرج، التي تُسبب الرغبة بالحكة. وزيادة شدة الحكة الشرجية تزيد من الرطوبة والضغط والحكة بالملابس والجلوس. في أسوأ الأحوال تُسبب الحكة الشرجية عدم الراحة التي لا تُطاق وغالباً ما يُرافقه حرق ووجع. ويقدر أن يصل إلى 5٪ من سكان الولايات المتحدة يواجه هذا الأمر يومياً.

## الأسباب
تُعد الحكة الشرجية عرض لعلّة أخرى، فلما تُعرف العلّة تصنف الحكة الشرجية «مُسبَبَة» من حالة أخرى. في حال أن المسبب لم يُعرف فهي تصنف «مجهولة السبب». وعادة ما يكون سبب التهيج في منطقة الشرج بسبب الطفيليات المعوية، أو التعرق الشرجي أو البراز السائل المتكرر، أو الإسهال، تراكم بقايا البراز أو تسرب كميات صغيرة من البراز بسبب سلس البراز أو إطلاق الريح. سبب آخر هو تفاقم نمو خمائر المبيضات. بعض الأمراض تزيد من إحتمالية داء المبيضات مثل السكري وعدوى فيروس العوز المناعي البشري. العلاج بالمضادات الحيوية قد يسبب تشويشا أو إخلالا بالتوازن الطبيعي لبيئة الكائنات المعوية الميكروسكوبية (النبيت الجرثومي المعوي)، كما أن الصداف يمكن أن يظهر شرجيا أيضا ويسبب التهيج والحكة. ويسبب perianal thrush، وهو نمو خمائري يؤثر على الشرج. يمكن لناسور ان يكون متصلا بالجلد في منطقة الشرج واصلا من الأمعاء الدقيقة أو القولون بسبب مرض (مثل داء كرون)، مسببا تسرب سوائل قد تسبب تهيج في منطقة الشرج. علل أخرى قد تساهم في الحكة الشرجية منها الديدان الدبوسية/الحرقصية (داء السرميات) والبواسير، والشقوق/مزوع في mucocutaneous junction [الإنجليزية] لجلد الشرج (الشق الشرجي)، ونمو جلدي مثل الثؤلول المعنق. عدا من علاقة الحالة بالعلل كعارض، فإن رأي شائع يشير إلى ان سبب الحكة الأصلي غالبا تم تجاوزه وان العلّة طالت بسبب دورة من الحك-الخدش-الحك. وهو مبني على ان خدش الحك يشجع على إفراز كيماويات الإلتهاب، والتي تزيد من الإحمرار وتزيد منالحكة وتزيد من المساحة المغطاة بالجلد الجاف، مسببة تعاظم الأمر ككرة ثلج متدحرجة.
تضيف بعض المصادر الطبية Psychogenic pruritus [الإنجليزية] وهي حالة قلق مزمنة،  تؤدي فيها العوامل النفسية لملاحظة ووعي أكثر للحكة.